# Chodský Újezd
Chodský Újezd (do roku 1961 Svatý Kříž, (německy Heiligenkreuz) je obec v okrese Tachov v Plzeňském kraji. Nachází se asi osm kilometrů západně od Tachova. Obec je v průměrné nadmořské výšce okolo 556 metrů v pohoří Český les. Žije zde 812 obyvatel.

## Historie
První písemná zmínka o vesnici pochází z roku 1359. V letech 1938 až 1945 byl Chodský Újezd v důsledku uzavření Mnichovské dohody přičleněn k nacistickému Německu. 

### Historické názvy obce
- Chodové
- Chodové u Svatého Kříže
- Chody
- Chodeč
- ves Svatého Kříže
- Svatý Kříž[6][7]

## Přírodní poměry
Západně od vesnice leží přírodní památka Žďár u Chodského Újezda.

## Obyvatelstvo
| Rok            | 1869  | 1880  | 1890  | 1900  | 1910  | 1921  | 1930  | 1950  | 1961  | 1970 | 1980 | 1991 | 2001 | 2011 | 2021 |
| -------------- | ----- | ----- | ----- | ----- | ----- | ----- | ----- | ----- | ----- | ---- | ---- | ---- | ---- | ---- | ---- |
| Počet obyvatel | 2 635 | 2 859 | 2 906 | 2 851 | 2 847 | 2 846 | 2 614 | 1 169 | 1 010 | 883  | 839  | 753  | 763  | 723  | 763  |
| Počet domů     | 390   | 424   | 456   | 471   | 475   | 473   | 491   | 383   | 219   | 208  | 206  | 228  | 234  | 250  | 267  |

## Obecní správa

### Místní části
- Dolní Jadruž
- Horní Jadruž
- Chodský Újezd
- Nahý Újezdec
- Neblažov
- Štokov
- Žďár

Od 1. ledna 1980 do 23. listopadu 1990 k obci patřily i Broumov a Zadní Chodov.

### Obecní symboly
Znak a vlajka byly obci uděleny rozhodnutím předsedy Poslanecké sněmovny Parlamentu České republiky dne 13. května 2003.

## Pamětihodnosti
- Kostel povýšení svatého Kříže
- Fara
- Usedlosti čp. 12, če. 3 a 4
- Stodola usedlosti čp. 38
- Dvoje boží muka
- Kamenný kříž
- Kovaný kříž
- Vojenský hřbitov z 1. světové války[11]